# Franz Calliari
Franz Calliari (* 24. März 1921 in Hopfgarten im Brixental, Tirol; † 28. Dezember 2007 in Salzburg) war ein österreichischer römisch-katholischer Geistlicher und Journalist.

## Leben
Franz Calliari war Schüler am Kollegium Borromaeum Salzburg. Als Soldat im Zweiten Weltkrieg war er unter anderem in Stalingrad eingesetzt. Nach Rückkehr aus dem Kriegsdienst studierte er in Innsbruck Philosophie und trat ins Salzburger Priesterseminar ein. Am 2. Juli 1950 empfing er die Priesterweihe durch Erzbischof Andreas Rohracher. Er war anschließend als Kaplan in Zell am See und in Kundl tätig.
1954 wurde er Professor am erzbischöflichen Kollegium Borromäum in Salzburg, von 1977 bis zu seiner Pensionierung 1986 war er dessen Direktor. 1960 wurde er Chefredakteur der Salzburger Kirchenzeitung „Rupertusblatt“ und blieb dies bis 1986.
Seit 1976 war Calliari Kanoniker des Kollegiatstifts Mattsee. Ab 1982 wirkte er zehn Jahre als Pfarrprovisor von Seeham und war von 1993 bis zu seiner Emeritierung am 1. März 1996 Stiftspropst von Stift Mattsee, dessen Kanonikergruft auch der Ort seiner letzten Ruhe ist.
Franz Calliari wurde mehrfach ausgezeichnet, darunter mit dem Goldenen Verdienstzeichen des Landes Salzburg. Papst Johannes Paul II. ernannte Calliari zum Päpstlichen Ehrenprälaten.
Am 28. Dezember verstarb er in Salzburg und wurde am 4. Jänner 2008 in Mattsee in der Kapitelgruft der Stiftskirche beigesetzt.

## Publikationen
- Franz Calliari (Hrsg.): Festschrift zur 1200-Jahr-Feier des Stiftes Mattsee. Salzburg 1977
- Franz Calliari: Klöster – Ketzer – Kirchenfürsten. Geschichte und Geschichten aus 1200 Jahren Kirche in Salzburg. Verlag der Salzburger Druckerei, Salzburg 1988, ISBN 3-85338-169-3.